# دبورا اوکس
دبورا اوکس (انگلیسی: Deborah Ochs؛ زادهٔ january ۳۰, ۱۹۶۶ (۵۹ سال)) ورزشکار تیراندازی با کمان اهل ایالات متحده آمریکا است.
وی در مسابقات کشوری و بین‌المللی در مجموع برندهٔ ۱ مدال نقره، ۱ مدال برنز شده‌است.